# Judith (Riedel)
Pour les articles homonymes, voir Judith.
Judith est un tableau réalisé en 1840 à Rome par l'artiste allemand August Riedel. Il est exposé à la Neue Pinakothek de Munich.

## Historique
Riedel est installé à Rome depuis huit ans lorsqu'il peint le tableau qui fut acheté en 1841 par Louis Ier de Bavière.

## Description
Le tableau, une huile sur toile de 131 cm de haut sur 96 cm de large, est un portrait à mi-corps représentant l'héroïne biblique Judith sous les traits de Grazia, la fille âgée de vingt ans d'un brigand de Sonnino, modèle du peintre. 
Sur un fond gris et nimbée de lumière, la jeune femme aux cheveux noirs et à la peau claire, debout de trois quarts face, tourne son regard vers la droite du tableau. Elle est vêtue d'une chemise blanche aux manches longues larges et fluides dont la droite a glissé de l'épaule. Sa jupe est retenue par une unique bretelle dorée ornée de pierres précieuses remontant en biais sur l'épaule dénudée. La jupe est recouverte d'un riche fichu de brocart chamarré de fleurs or et pourpre retenu à la taille par une ceinture de tissu blanc. La main gauche tient fermement devant elle une épée tournée vers le bas et sans doute appuyée sur le sol. L'or du pommeau ciselé et le métal sombre de la garde et de la lame se détachent sur le blanc de la manche de la chemise. Il faut bien observer le tableau pour remarquer, pratiquement dissimulée derrière la jeune femme, la tête chevelue d'Holopherne tenue par sa main droite.